# Gornji Davidovići
Gornji Davidovići (cyr. Горњи Давидовићи) – wieś w Bośni i Hercegowinie, w Republice Serbskiej, w gminie Bileća. W 2013 roku liczyła 18 mieszkańców.